# Деніел Дробо
Деніел Дроубо (14 липня 1827 – 2 листопада 1911) стверджував, що винайшов телефон раніше Белла, і радіо раніше Марконі.  Його претензії були оскаржені компанією Bell Telephone Company, яка виграла рішення суду в 1888 році. 
Дробо прославився тим, що він стверджував, що винайшов телефон, використовуючи чайну чашку як передавач ще в 1867 році, але тоді був надто бідним, щоб запатентувати його. У суді нижчої інстанції його справу добре фінансувала компанія People's Telephone Co., а в суді її блискуче обґрунтував Лізандер Гілл. Але він «продув», розтягнувши в суді «Я не пам’ятаю, як я до цього дійшов. Я експериментував у цьому напрямку. Я теж не пам’ятаю, щоб випадково потрапив до нього. Я не пам’ятаю, щоб хтось говорив зі мною про це».  Висновки суду нижчої інстанції були підтверджені Верховним судом у 1888 році. Дробо був противником Марконі . Відразу після успіху Марконі кілька підприємців спробували захопити бездротовий телеграф, використовуючи Дробо та його винаходи.  
Дроубо народився 14 липня 1827 року в Еберліс Міллс округу Камберленд, недалеко від Гаррісбурга, штат Пенсільванія . У 1854 році він одружився з Ельсеттою Томпсон. У 1856 році Деніел розпочав спільне підприємство зі своїм орендодавцем Крістіаном Еберлі, і він був зобов'язаний ділитися прибутками.   У біографії Дробо, написаної Уорреном Хардером, представлений довгий список патентів Денієла Дробо, наприклад: верстат для з’єднання планок,  пневматичні інструменти,  гідравлічні циліндри, складні ланч-бокси,  монетовіддільники  і навіть кажуть, що він винайшов бездротовий телефон, яким можна користуватися на відстані 4 миль.  Він помер 2 листопада 1911 року у своїй лабораторії під час роботи над бездротовою охоронною сигналізацією . Багато його родичів із графства Йорк, які вижили, відвідали церемонію освячення історичного пам’ятника, розташованого на місці майстерні та будинку винахідника в 1965 році. 